# Gruppetto (ciclismo)

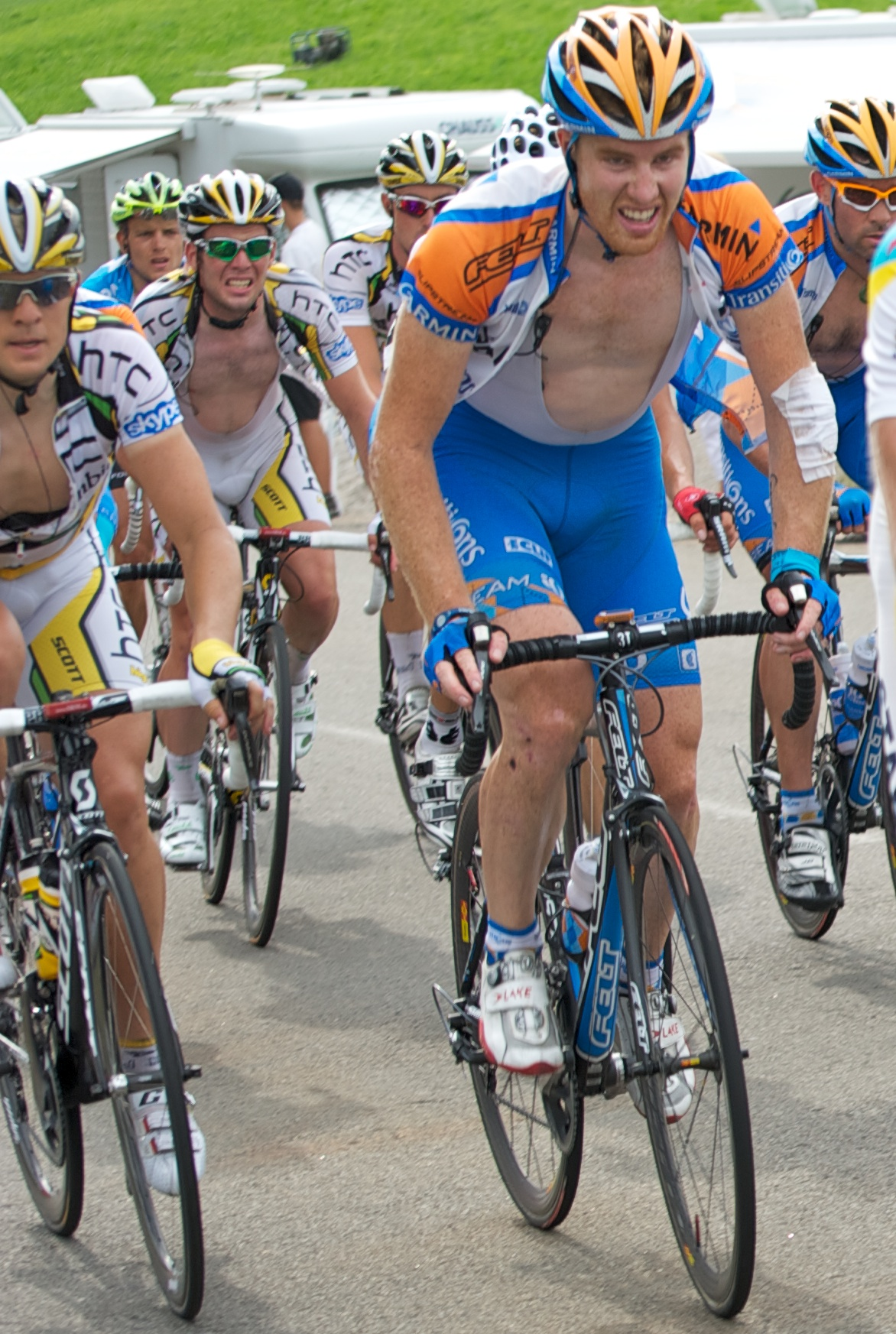
Il gruppetto in una tappa del Tour de France 2010: si riconoscono tra gli altri i velocisti Mark Cavendish e Tyler Farrar

Gruppetto nella terminologia ciclistica indica l'insieme di corridori che, nelle corse su strada, si attarda dai battistrada.
In particolare, nelle corse a tappe e nei grandi giri, molti velocisti e corridori senza particolari ambizioni di classifica generale, si uniscono in un gruppetto che procede ad andatura moderata e costante, allo scopo di condividere gli sforzi ed evitare di finire fuori tempo massimo. Non sono rari, infatti, esempi di solidarietà anche tra atleti appartenenti a squadre diverse, animati da spirito cameratistico, che si suddividono in tacito accordo l'onere di tirare e si scambiano borracce, gel e generi alimentari.
Il gruppetto viene generalmente chiamato a gran voce da uno dei corridori più esperti tra le retrovie del gruppo nel momento in cui, durante una salita, il ritmo dei battistrada inizia ad essere insostenibile e la distanza all'arrivo è tale da far paventare un ritardo superiore al tempo massimo.
In particolari occasioni il suddetto tempo massimo può essere prolungato, qualora più del 20% dei corridori arrivi al traguardo oltre la soglia, come ad esempio durante la 18ª tappa del Tour de France 2011.
Il termine viene utilizzato in lingua italiana anche da corridori stranieri, talvolta storpiato in grupetto o groupetto, ma nelle cronache anglosassoni viene usato anche l'analogo concetto di autobus o bus.